# Amir-Hossein Ghazizadeh Hashemi
Amir-Hossein Ghazizadeh Hashemi (en persan : سید امیرحسین قاضی‌زاده هاشمی ; né le 14 avril 1971) est un homme politique conservateur iranien qui représente la circonscription électorale de Mashhad et Kalat au Parlement iranien de 2008 à 2021. Il est directeur de la Fondation des martyrs depuis 2021.
Il est membre du Front pour la stabilité de la révolution islamique et a été le porte-parole du parti.
Il est candidat aux élections présidentielles de 2021 et 2024.

## Biographie

### Formation initiale
Ghazizadeh étudie initialement la médecine et est diplômé en otorhinolaryngologie.

### Carrière politique
Il est député à l'assemblée consultative islamique de 2008 à 2021.

### Campagne présidentielle de 2021
En mai 2021, sa candidature à l'élection présidentielle de 2021 est validée par la conseil des gardiens de la Constitution.
Durant la campagne présidentielle, il annonce son intention de poursuivre les négociations de Vienne sur le nucléaire iranien, démarrée avec l'élection de Joe Biden comme président des États-Unis, même s'il accuse le gouvernement de Hassan Rohani d'avoir ruiné l'opportunité de ces négociations, alors même qu'elles sont toujours en cours.
Il termine à la 4e place avec 4,04 % des voix.

### Campagne présidentielle de 2024
Ghazizadeh Hashemi est candidat à l'élection présidentielle de juin 2024. Il s'agit d'une élection anticipée entraînée par la mort du président Ebrahim Raïssi. Sa candidature est autorisée par le Conseil des gardiens de la Constitution. Il retire toutefois sa candidature le 26 juin, peu avant l'élection du 28.